# RBU–6000

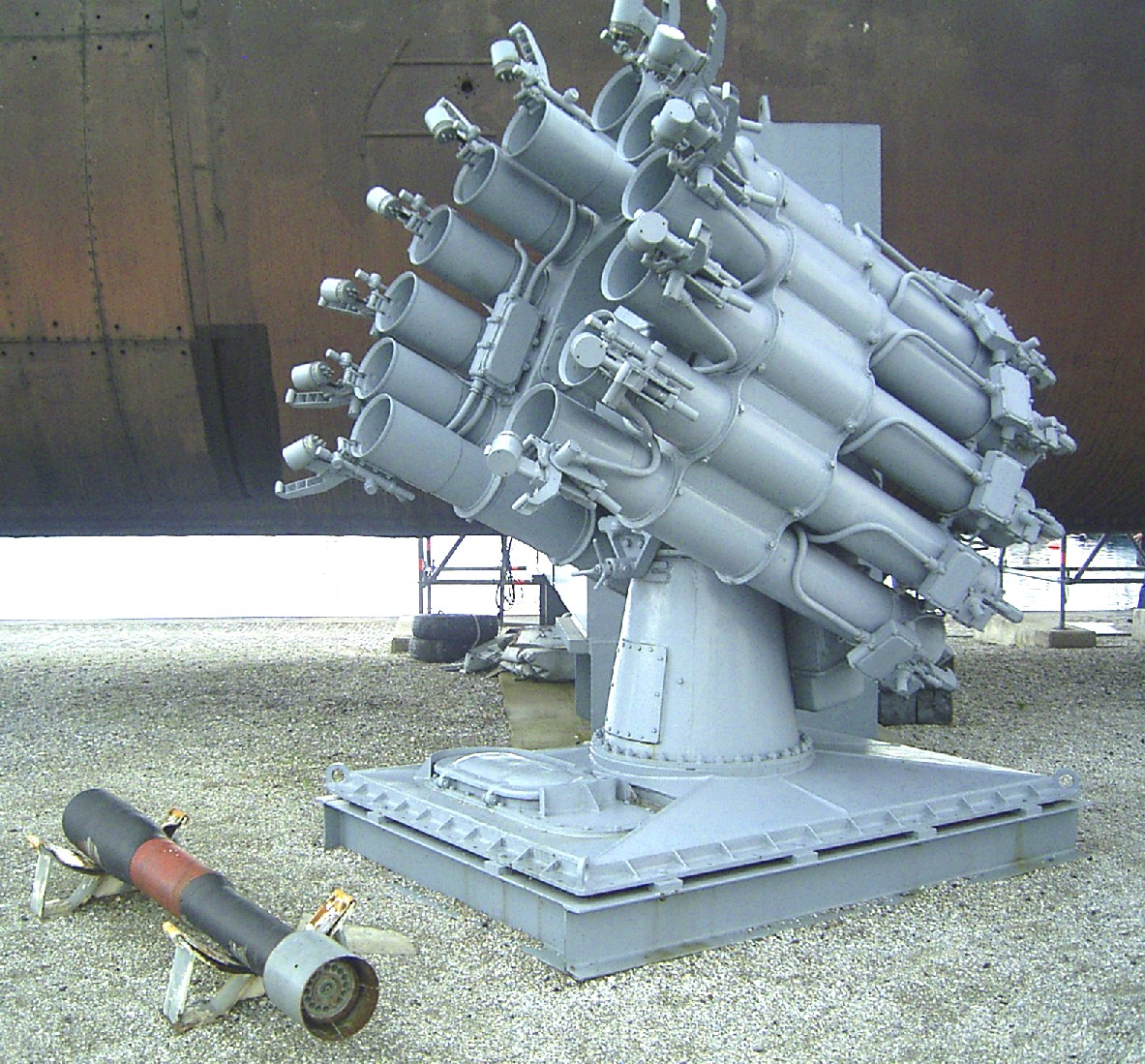
Az RBU–6000 rendszer indítóberendezése, előtérben egy RGB–60 reaktív mélységi bomba

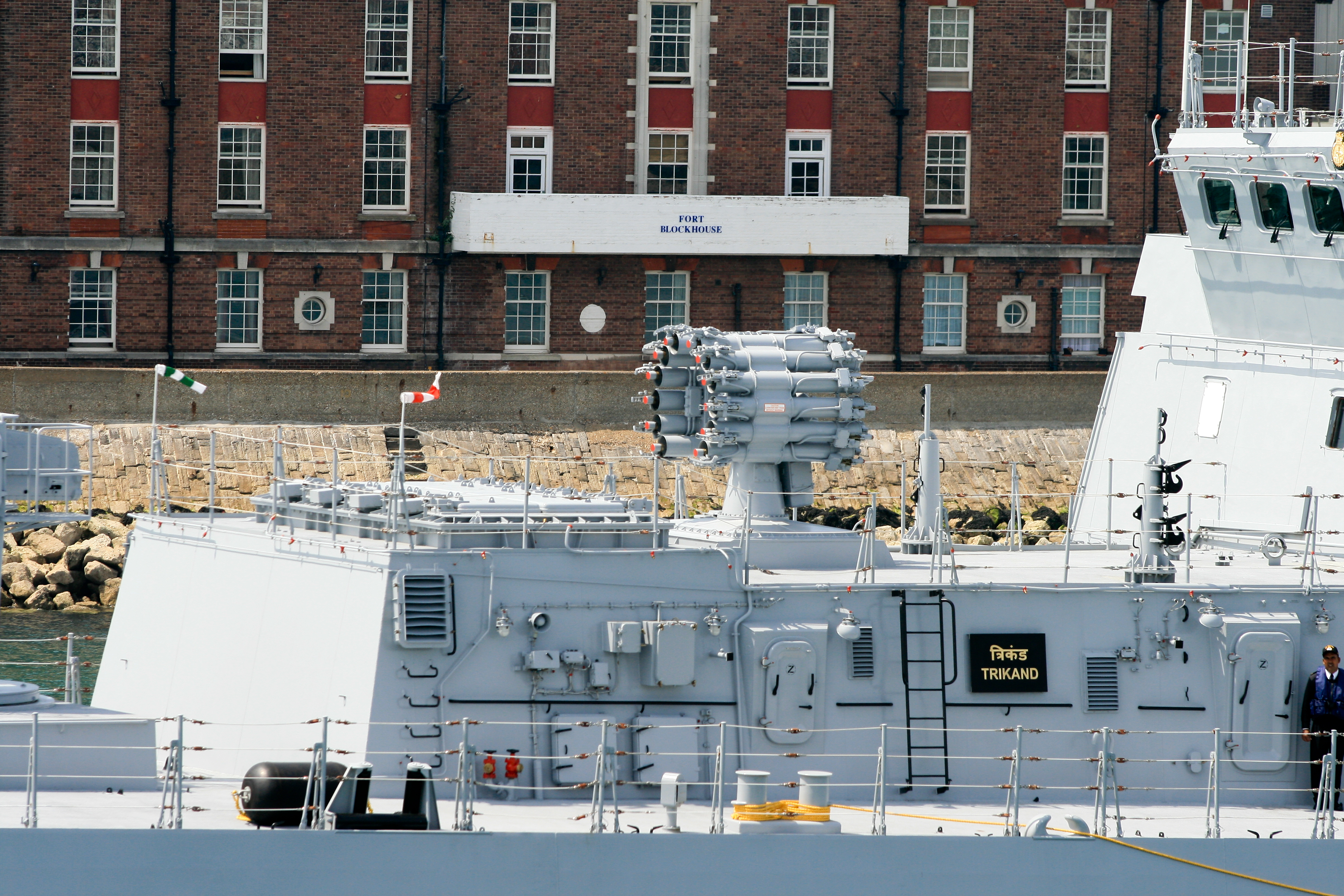
INS Trikand RBU-6000, Portsmouth, UK, 2013.

Az RBU–6000 Szmercs–3 (oroszul: РБУ – реактивно-бомбовая установка [reaktyivno-bombovaja usztanovka]) reaktív mélységibomba-vető rendszer, melyet a Szovjetunióban fejlesztettek ki és az 1960-as évek elejétől alkalmaztak. A rendszer indítóberendezése 12 indítócsövet tartalmaz, a mélységi bombák tengeralattjárók és támadó torpedók megsemmisítésére alkalmasak. Kisebb hatótávolságú változata volt az RBU–1000.
A rendszert a Moszkvai Hőtechnikai Intézet fejlesztette ki V. A. Masztaligin vezetésével. 1961-ben rendszeresítették a Szovjet Haditengerészetnél. Számos hadihajtó-típuson telepítették, a Szovjet Haditengerészet legelterjedtebb tengeralattjárók elleni bombavető eszköze volt. Szverdlovszkban az Uráli Nehézgépgyár (UZTM) gyártotta.
A rendszer forgatható állványon elhelyezett, 12 darab, 212 mm-es átmérőjű indítócsövet tartalmazó indítóberendezésből képes tüzelni, melyet a Burja tűzvezető berendezés vezérel. A rendszerhez az RGB-60  és RGB–10 (RGB – reaktyivnaja glubinnaja bomba, magyarul: reaktív mélységi bomba) típusú reaktív mélységi bombákat alkalmazzák. Az indítócsövek töltését a 60UP típusú automata töltőberendezés végzi.
Továbbfejlesztett változata az RPK–8 mélységibomba-vető rendszer, melyhez 90R típusú mélységi bombákat alkalmaznak. Ezek a vízbe érkezés után már képesen aktív önirányításra.

## Műszaki jellemzői

### Indítóberendezés
- Üres tömeg: 3100 kg
- Hossz: 2 m
- Szélesség: 1,75 m
- Magasság: 2,25 m
- Oldalszög: 180°
- Emelkedés: -15° –  +60°

### RGB–60 reaktív mélységi bomba
- Starttömeg: 119,5 kg
- Harci rész tömege: 25 kg
- Repülési sebesség: 400 m/s
- Hossz: 1,83 m
- Átmérő: 0,212 m
- Hatótávolság: 350–5800 m
- Alkalmazási mélység: 450 m
- Merülési sebesség: 11,6 m/s